# Gemma (geslacht)
Gemma is een geslacht van tweekleppigen uit de familie van de Veneridae. De wetenschappelijke naam is voor het eerst geldig gepubliceerd in 1853 door Gérard Paul Deshayes. Hij deelde er als eerste soort Gemma gemma bij in, die oorspronkelijk door Joseph Gilbert Totten Venus gemma was genoemd.
Gemma gemma is de enige geaccepteerde soortnaam in dit geslacht.